# الإبداع الحيوي
الإبداع الحيوي (تقييم نقدي لطرق تحليل النص في البيولوجيا الجزيئية). تتمثل في الجهد على نطاق المجتمع المحلي لتقييم استخراج المعلومات وتطورات تحليل النص في المجال البيولوجي. وقد سبقه اكتشاف المعرفة وتحليل البيانات، كأس التحدي للكشف عن الجينات يذكر.

## تحديات المجتمع

### النسخة الأولى
طرحت ثلاث مهام رئيسية في تحدي الإبداع الحيوي الأول:
مهمة استخراج الكيان ، مهمة تطبيع اسم الجين ، والشرح الوظيفي لمهمة نواتج الجين .
تُعد مجموعات البيانات التي تنتجها هذه المسابقة بمثابة تدريب قياسي ومجموعة اختبار لتقييم وتدريب أدوات Bio-NER (التعرف على الكيانات الطبية الحيوية) وأدوات استخراج التعليقات التوضيحية.

### النسخة الثانية
التحدي الثاني من الإبداع الحيوي (٢٠٠٦-٢٠٠٧)
كان له أيضاً ٣ مهام:
الكشف عن الجينات، استخراج المعرفات الفريدة للجينات والمعلومات المتعلقة باستخراج تفاعلات البروتين - البروتين الجسدية.
بلغ عدد الفرق المشاركة 44 فريقًا من 13 دولة.

### النسخة الثالثة
تضمن الإصدار الثالث من الإبداع الحيوي لأول مرة مهمة التفاعلية InterActive (IAT) ، المصممة لتقييم قابلية الاستخدام العملي لأدوات تحليل النص في مهام المعالجة الحيوية في العالم الحقيقي.

### النسخة الخامسة
الإبداع الحيوي الخامس له ٥ مسارات مختلفة بما في ذلك المهمة التفاعلية لسهولة استخدام أنظمة تحليل النصوص ، ومسار باستخدام تنسيق المفهوم البيولوجي (BioC) لتنظيم المعلومات الخاصة بـ BioGRID.
المعالجة الحيوية